# Calera, Alabama
Calera är en stad (city) i Chilton County, och  Shelby County, i delstaten Alabama, USA. Enligt United States Census Bureau har staden en folkmängd på 11 791 invånare (2011) och en landarea på 62,4 km².